# Iapetus (album)
Az Iapetus a budapesti Omega Diatribe zenekar debütáló nagylemeze. Az album 2013. október 21-én jelent meg szerzői kiadásban, később pedig a francia La Bam Prod. kiadó gondozásába került. A lemezt 3 promóciós dal előzte meg, mely nagy érdeklődést váltott ki a magyar metalzenei közösségben. 2014 májusában mutatták be az album Unshadowed Days című dalához készült videóklipet.
A borítón a Szaturnusz 17. holdja látható, az Iapetust, mely két arcot alkot. A két arc az emberek jó és rossz tulajdonságaira utal, míg a közepén elhelyezkedő Alien-hatású lény a belső démonaikra.
Az Iapetus megjelenésével a zenekart külföldön is egyre többen ismerték meg.

## Az album dalai
Az összes szám szerzője az Omega Diatribe. 
| #   | Cím                    | Hossz |
| --- | ---------------------- | ----- |
| 1.  | Molecular Torsion      | 5:46  |
| 2.  | Luna Reliquit          | 3:43  |
| 3.  | Three Mystic Apes      | 4:23  |
| 4.  | Unshadowed Days        | 2:55  |
| 5.  | Eon of Decay           | 4:34  |
| 6.  | Forty Minutes          | 4:06  |
| 7.  | Everlasting Connection | 3:34  |
| 8.  | Stenosis               | 4:30  |
| 9.  | Visual Screaming       | 3:00  |
| 10. | Runcation              | 5:15  |

## Promóciós dalok
1. Forty Minutes
2. Eon Of Decay
3. Molecular Torsion

## Közreműködők
Omega Diatribe
- Komáromi Gergely – ének
- Hájer Gergő – gitár
- Császár Attila – gitár
- Szathmáry Ákos – basszusgitár
- Metzger Dávid – dobok

Produkció
- Hájer Gergő – zenei producer, hangmérnök, keverés, mastering
- Metzger Dávid – design, betűtípus, lemezborító
- Szathmáry Ákos – háttértörténet, kreatív források
- Spengler László – zenekar fényképe, belső fénykép
- Károlyi "Roxy" József - animátor, 3D design, videóklip producer

## Érdekességek
- A lemezt záró Runcation hossza 5:15, ami az amerikai Slipknot együttes Iowa című albumának introjára (515) utal, és az Omega Diatribe tisztelgése a Slipknot előtt.